# 井出川
井出川（いでがわ）は、福島県双葉郡川内村と楢葉町を流れる河川であり、二級水系井出川水系の本流である。

## 地理
川内村東部の鬼太郎山を水源地とし、楢葉町井出地区を横断し太平洋に至る。流域にはJR常磐線竜田駅を中心とする市街地が位置する。

### 流域の自治体
福島県
- 双葉郡
  - 川内村
  - 楢葉町

## 災害
- 1958年9月 - 洪水に伴い床上浸水10戸、浸水面積170haに及ぶ浸水被害が発生した[2]。
- 2011年3月11日、東日本大震災による津波が河川を遡上し流域に甚大な被害をもたらした。

## 主な橋梁
下流より記載
- 本釜橋（楢葉町道）
- 田仲橋（福島県道391号広野小高線 井出工区）
- 館ノ沢橋（楢葉町道）
- 井出川橋（福島県道244号小塙上郡山線）
- 井出川橋梁（JR常磐線）
- 萩平橋（楢葉町道）
- 井出川橋（国道6号）
- （楢葉町道）
- 井出川橋（常磐自動車道）
- 坊ノ下橋（楢葉町道）
- 所布橋（福島県道35号いわき浪江線）
- （楢葉町道）
- （楢葉町道）